# Куркі (Ольштинський повіт)
Куркі (пол. Kurki, нім. Kurken) — село в Польщі, у гміні Ольштинек Ольштинського повіту Вармінсько-Мазурського воєводства.
Населення — 82 особи (2011).

## Демографія
Демографічна структура станом на 31 березня 2011 року:
|          | Загалом | Допрацездатний вік | Працездатний вік | Постпрацездатний вік |
| -------- | ------- | ------------------ | ---------------- | -------------------- |
| Чоловіки | 42      | 6                  | 30               | 6                    |
| Жінки    | 40      | 8                  | 23               | 9                    |
| Разом    | 82      | 14                 | 53               | 15                   |